# 1932-es magyar úszóbajnokság
Az 1932-es magyar úszóbajnokság legtöbb versenyszámát júniusban rendezték meg Budapesten.

## Eredmények

### Férfiak
| Versenyszám                                                  | Arany                                                       | Arany   | Ezüst                                                                      | Ezüst   | Bronz                                                  | Bronz   |
| ------------------------------------------------------------ | ----------------------------------------------------------- | ------- | -------------------------------------------------------------------------- | ------- | ------------------------------------------------------ | ------- |
| 100 m gyorsúszás Döntő: június                               | Bárány István MOVE Eger SE                                  | 1:00,0  | Székely András Ferencvárosi TC                                             | 1:00,8  | Wanié András Szegedi UE                                | 1:02,2  |
| 200 m gyorsúszás Döntő: június                               | Bárány István MOVE Egere SE                                 | 2:21,2  | Székely András Ferencvárosi TC                                             | 2:22,6  | Mészöly Tibor egyesületen kivüli                       | 2:25,4  |
| 400 m gyorsúszás Döntő:                                      | Bárány István MOVE Egere SE                                 | 5:15,0  | Szabados László Újpesti TE                                                 | 5:16,8  | Mihályffy István Szegedi UE                            | 5:24,4  |
| 800 m gyorsúszás Döntő:                                      | Halassy Olivér Újpesti TE                                   | 11:03,8 | Lengyel Árpád KISOK                                                        | 11:25,4 | Jakab János Újpesti TE                                 | 11:46,6 |
| 1500 m gyorsúszás Döntő:                                     | Halassy Olivér Újpesti TE                                   | 21:52,6 | Jakab János Újpesti TE                                                     | 22:54,0 | Mihályffy István Szegedi UE                            | 24:48,2 |
| 100 m hátúszás Döntő: június                                 | Bitskey Árpád MOVE Eger SE                                  | 1:15,0  | Nagy Károly Újpesti TE                                                     | 1:15,2  | Bitskey Aladár MOVE Eger SE                            | 1:17,0  |
| 200 m hátúszás Döntő:                                        | Bitskey Árpád MOVE Eger SE                                  | 2:47,0  | Bitskey Aladár MOVE Eger SE                                                | 2:50,8  | Nagy Károly Újpesti TE                                 | 2:51,4  |
| 100 m mellúszás Döntő:                                       | Hild László Újpesti TE                                      | 1:20,0  | Lantos László Ferencvárosi TC                                              | 1:24,2  | Heller Imre ETE                                        | 1:25,3  |
| 200 m mellúszás Döntő: június                                | Hild László Újpesti TE                                      | 2:56,4  | Lantos László Ferencvárosi TC                                              | 3:05,2  | Fiedler Ottó BEAC                                      | 3:06,8  |
| Folyambajnokság Döntő:                                       | Gyóji Miklós Újpesti TE                                     | 52:13   | Zólyomi Endre Magyar UE                                                    | 52:29   | Hunyadi László Ferencvárosi TC                         | 52:44   |
| Folyambajnokság csapat Döntő:                                | Újpesti TE Gyóji Miklós Jakab János Vágó Kormuth Iván Hild  | 29 pont | Ferencvárosi TC Hunyadi László Zentai Czeglédi Forrai József Farkas László | 42 pont | MTK Zólyomi Endre Lakó Strausz Leinwatter Nagy         | 87 pont |
| 4 × 200 m gyorsváltó Döntő: június                           | Újpesti TE Jakab János Halassy Olivér Boros Szabados László | 10:01,8 | MOVE Eger SE Barócsy Szigritz Géza Baranyai Károly Bárány István           | 10:08,0 | Szegedi UE Kőrösi I. Puljer Mihályffy István Wanié II. | 10:17,6 |
| 400 m vegyes váltó 100 m hát, 200 m mell, 100 m gyors Döntő: | Újpesti TE Hild László Nagy Károly Szabados László          | 5:21,8  | MOVE Eger SE Mezei Bitskey III. Bárány István                              | 5:28,2  | Ferencvárosi TC Lantos László Klenk Székely András     | 5:28,4  |

### Nők
| Versenyszám                    | Arany                                                             | Arany                                                             | Ezüst                                                             | Ezüst                                                             | Bronz                                                             | Bronz                                                             |
| ------------------------------ | ----------------------------------------------------------------- | ----------------------------------------------------------------- | ----------------------------------------------------------------- | ----------------------------------------------------------------- | ----------------------------------------------------------------- | ----------------------------------------------------------------- |
| 100 m gyorsúszás Döntő: június | Sipos Margit Ferencvárosi TC                                      | 1:16,2                                                            | Tóth Ilona Magyar UE                                              | 1:18,0                                                            | Mallász Margit Ferencvárosi TC                                    | 1:18,2                                                            |
| 400 m gyorsúszás Döntő:        | A győztes a szintidőt nem teljesítette, így nem avattak bajnokot! | A győztes a szintidőt nem teljesítette, így nem avattak bajnokot! | A győztes a szintidőt nem teljesítette, így nem avattak bajnokot! | A győztes a szintidőt nem teljesítette, így nem avattak bajnokot! | A győztes a szintidőt nem teljesítette, így nem avattak bajnokot! | A győztes a szintidőt nem teljesítette, így nem avattak bajnokot! |
| 100 m hátúszás Döntő: június   | Mallász Margit Ferencvárosi TC                                    | 1:31,0                                                            | Tóth Magda Magyar UE                                              | 1:35,2                                                            | Tóth Mária Magyar UE                                              | 1:38,6                                                            |
| 200 m mellúszás Döntő: június  | Pesti Margit Budapest SE                                          | 3:25,0                                                            | Kirschner Erzsébet Tatabánya SC                                   | 3:30,0                                                            | Csukai Lívia Ferencvárosi TC                                      | 3:32,2                                                            |
| Folyambajnokság Döntő:         | Mallász Margit Ferencvárosi TC                                    | 56:58                                                             | Fekete Médi Magyar UE                                             | 57:53                                                             | Csányi Borbála Ferencvárosi TC                                    | 58:30                                                             |
| Folyambajnokság csapat Döntő:  | Ferencvárosi TC Mallász Margit Csányi Borbála Lovasi              | 10 pont                                                           | Magyar UE Fekete Médi Koch Erzsébet Bánky Vera                    | 19 pont                                                           | III. kerületi TVE Bécsi Sándor Fischer Irma                       | 31 pont                                                           |
| 4 × 100 m gyors Döntő:         | Ferencvárosi TC A Csukai Lívia Bábel Csányi Borbála Sipos Margit  | 5:31,6                                                            | Ferencvárosi TC B Bán Tusák Sipos II. Boros                       | 6:42,6                                                            |                                                                   |                                                                   |